# Pape Cheikh Diop
Pape Cheikh Diop Gueye (Dakar, 8 de agosto de 1997) es un futbolista senegalés que juega como centrocampista y su equipo es el Al-Arabi S. C. de la División 1 de EAU.

## Trayectoria
Pape se formó en las categorías inferiores del Celta, pero llegó a Vigo procedente del Montañeros. Es considerado una de las grandes perlas de la cantera del Celta y sigue subiendo peldaños en su progresión. En categoría juvenil fue convocado por Eduardo Berizzo para el partido ante el Sevilla. 
En 2015, con 18 años es convocado por la selección española sub-19, con la que consigue el campeonato de Europa. En 2016, alterna las convocatorias del filial con las del primer equipo del Celta.
El 29 de agosto de 2017 fichó por el Olympique de Lyon de la Ligue 1.
El 14 de agosto de 2019 se hizo oficial su regreso a Vigo en calidad de cedido. Un año después fue prestado al Dijon F. C. O.
A finales de junio de 2022, tras finalizar su contrato con el Olympique de Lyon, fichó por el Aris Salónica F. C. griego. Esta etapa duró seis meses, ya que, aunque firmó por dos años, llegó a un acuerdo para rescindir su contrato en diciembre.
El 8 de febrero de 2023 se incorporó a los entrenamientos del Elche C. F. y a los seis días se anunció su fichaje hasta final de temporada. Al final de la misma quedó libre al no ser renovado. Entonces permaneció varios meses sin equipo hasta que el siguiente mes de marzo se incorporó al F. C. DAC 1904 Dunajská Streda antes de unirse en octubre al Al-Arabi S. C. emiratí.

## Selección
El 20 de mayo de 2016 participó en el partido que la selección gallega jugó en el estadio de Riazor contra la selección de Venezuela y que terminó con empate a 1 en el marcador.
El 19 de mayo de 2017 fue convocado por la selección española sub-21, para realizar unos entrenamientos para preparar el Europeo que se celebraría en Polonia.

## Estadísticas

### Clubes
Actualizado al último partido jugado el 1 de marzo de 2024.
| Club | Div.          | Temporada     | Liga(1) | Liga(1) | Copas nacionales(2) | Copas nacionales(2) | Copas internacionales | Copas internacionales | Total | Total | Media goleadora |
| Club | Div.          | Temporada     | Part.   | Goles   | Part.               | Goles               | Part.                 | Goles                 | Part. | Goles | Media goleadora |
| --- | ------------- | ------------- | ------- | ------- | ------------------- | ------------------- | --------------------- | --------------------- | ----- | ----- | --------------- |
| R. C. Celta de Vigo "B" · España | 2.ª B         | 2014-15       | 3       | 1       | —                   | —                   | —                     | —                     | 3     | 1     | 0.33            |
| R. C. Celta de Vigo "B" · España | 2.ª B         | 2015-16       | 18      | 1       | —                   | —                   | —                     | —                     | 18    | 1     | 0.06            |
| R. C. Celta de Vigo "B" · España | Total club    | Total club    | 21      | 2       | 0                   | 0                   | 0                     | 0                     | 21    | 2     | 0.1             |
| R. C. Celta de Vigo · España | 1.ª           | 2015-16       | 6       | 0       | 2                   | 0                   | —                     | —                     | 8     | 0     | 0               |
| R. C. Celta de Vigo · España | 1.ª           | 2016-17       | 16      | 1       | 3                   | 0                   | 0                     | 0                     | 19    | 1     | 0.05            |
| Olympique de Lyon Francia | 1.ª           | 2017-18       | 1       | 0       | 1                   | 0                   | 0                     | 0                     | 2     | 0     | 0               |
| Olympique de Lyon "II" Francia | 4.ª           | 2017-18       | 10      | 2       | —                   | —                   | —                     | —                     | 10    | 2     | 0.2             |
| Olympique de Lyon "II" Francia | 4.ª           | 2018-19       | 2       | 0       | —                   | —                   | —                     | —                     | 2     | 0     | 0               |
| Olympique de Lyon Francia | 1.ª           | 2018-19       | 12      | 0       | 6                   | 0                   | 5                     | 0                     | 23    | 0     | 0               |
| Olympique de Lyon Francia | Total club    | Total club    | 13      | 0       | 7                   | 0                   | 5                     | 0                     | 25    | 0     | 0               |
| R. C. Celta de Vigo · España | 1.ª           | 2019-20       | 16      | 0       | 3                   | 0                   | —                     | —                     | 19    | 0     | 0               |
| R. C. Celta de Vigo · España | Total club    | Total club    | 38      | 1       | 8                   | 0                   | 0                     | 0                     | 46    | 1     | 0.02            |
| Dijon F. C. O. Francia | 1.ª           | 2020-21       | 21      | 0       | 1                   | 0                   | ―                     | ―                     | 22    | 0     | 0               |
| Dijon F. C. O. Francia | Total club    | Total club    | 21      | 0       | 1                   | 0                   | 0                     | 0                     | 22    | 0     | 0               |
| Olympique de Lyon "II" Francia | 4.ª           | 2021-22       | 1       | 0       | —                   | —                   | —                     | —                     | 1     | 0     | 0               |
| Olympique de Lyon "II" Francia | Total club    | Total club    | 13      | 2       | 0                   | 0                   | 0                     | 0                     | 13    | 2     | 0.15            |
| Aris Salónica F. C. · Grecia | 1.ª           | 2022-23       | 10      | 0       | 0                   | 0                   | 4                     | 0                     | 14    | 0     | 0               |
| Aris Salónica F. C. · Grecia | Total club    | Total club    | 10      | 0       | 0                   | 0                   | 4                     | 0                     | 14    | 0     | 0               |
| Elche C. F. · España | 1.ª           | 2022-23       | 2       | 0       | —                   | —                   | —                     | —                     | 2     | 0     | 0               |
| Elche C. F. · España | Total club    | Total club    | 2       | 0       | 0                   | 0                   | 0                     | 0                     | 2     | 0     | 0               |
| F. C. DAC 1904 Dunajská Streda · Eslovaquia | 1.ª           | 2023-24       | 1       | 0       | —                   | —                   | —                     | —                     | 1     | 0     | 0               |
| F. C. DAC 1904 Dunajská Streda · Eslovaquia | Total club    | Total club    | 1       | 0       | 0                   | 0                   | 0                     | 0                     | 1     | 0     | 0               |
| Total carrera | Total carrera | Total carrera | 119     | 5       | 16                  | 0                   | 9                     | 0                     | 144   | 5     | 0.03            |
| (1) Incluye datos de la Segunda División B de España, Primera División de España y Ligue 1. (2) Incluye datos de la Copa del Rey, Copa de la Liga de Francia y Copa de Francia. |               |               |         |         |                     |                     |                       |                       |       |       |                 |